# Regina caeli

Maria Himmelskönigin bzw. Maria Königin der Engel, Meister der Lucialegende, etwa 1485 bis 1500

Regina caeli (deutsch Königin des Himmels), Himmelskönigin, in Mittellatein häufig auch Regina coeli geschrieben, ist ein Ehrentitel für Maria, die Mutter Jesu, und der Beginn einer marianischen Antiphon im Stundengebet der Kirche.

## Marientitel
Der theologische Gehalt des marianischen Ehrentitels Regina caeli liegt in dem Glauben, dass Maria als Mutter Gottes an der himmlischen Herrlichkeit ihres auferstandenen Sohnes teilhat. Das wichtigste lehramtliche Dokument über das himmlische Königtum Mariens ist die Enzyklika Ad caeli reginam („Zur Himmelskönigin“) des Papstes Pius XII. vom 11. Oktober 1954. Diese Enzyklika erläutert die biblischen, patristischen, theologischen und liturgischen Grundlagen der marianischen Anrufung. Auf diese Lehraussagen bezog sich das Zweite Vatikanische Konzil in seiner dogmatischen Konstitution über die Kirche, Lumen gentium: Maria wurde „als Königin des Alls vom Herrn erhöht, um vollkommener ihrem Sohn gleichgestaltet zu sein“.

## Darstellung
siehe: Marienkrönung

## Marianische Antiphon

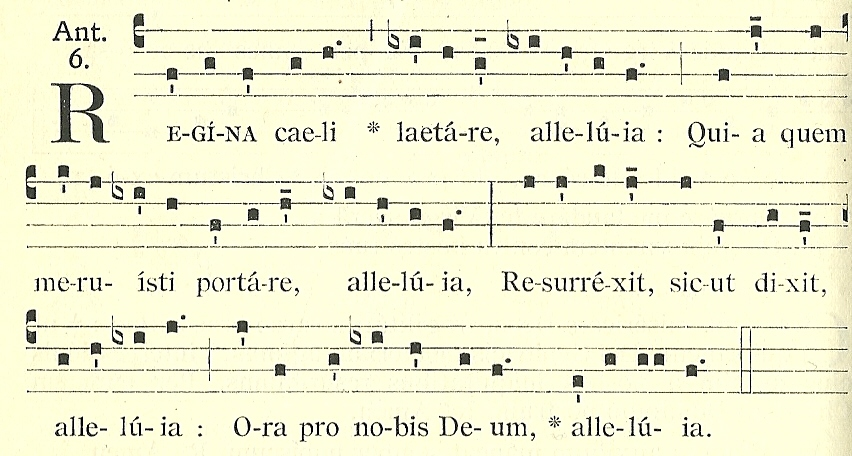
Das Regina caeli im Antiphonale

Die marianische Antiphon Regina caeli wird im kirchlichen Stundengebet während der Osterzeit entweder nach der Vesper oder nach der Komplet gesungen – je nachdem, welche dieser beiden Horen die letzte ist, die in Gemeinschaft gefeiert wird. Für die marianischen Antiphonen hat sich die Bezeichnung „Antiphon“ eingebürgert, obwohl es sich eigentlich nicht um antiphonalen Gesang im strengen Sinn, sondern eher um hymnusähnliche Gesänge ohne Bezug zu einem Psalm handelt. Der Text und die gregorianische Melodie sind seit dem 12. Jahrhundert überliefert. Im Gotteslob ist die lateinische Antiphon unter Nummer 666, 3 (GLalt 574) abgedruckt. Im Gotteslob von 1975 war zudem unter Nummer 575 eine deutsche Übersetzung der Antiphon, beginnend mit den Worten „O Himmelskönigin, frohlocke, Halleluja“, enthalten. Der Text besteht aus Verszeilen in freien Rhythmen nach Art der Psalmen, der neutestamentlichen Cantica und der frühchristlichen Dichtung (etwa Gloria, Te Deum). Der zweisilbige Reim der ersten beiden Zeilen ergibt sich hier wohl eher sekundär aus dem Prinzip des Parallelismus membrorum als aus der gezielten Anwendung eines Reimschemas. „Das Regina coeli ist als Gesang nach dem Magnificat am Oktavtag vor Ostern erstmals in einem um 1200 zu datierenden römischen Antiphonar aus St. Peter bezeugt“, gemeint ist BAV Arch. Cap. S. Pietro B 79.
Der Text der Antiphon und der Oration lauten:
| lateinisch | deutsch |
| --- | --- |
| Regina caeli, laetare, alleluia. Quia quem meruisti portare, alleluia, Resurrexit, sicut dixit, alleluia. Ora pro nobis Deum, alleluia. | Freu dich, du Himmelskönigin, Halleluja. den du zu tragen würdig warst, Halleluja, er ist auferstanden, wie er gesagt hat, Halleluja. Bitt Gott für uns, Halleluja. |

Wird das Regina caeli in der Osterzeit anstelle des Angelus gebetet, so fügt man an:
| lateinisch | deutsch |
| --- | --- |
| Gaude et laetare, Virgo Maria, alleluia. Quia surrexit Dominus vere, alleluia. Oremus. Deus, qui per resurrectionem Filii tui Domini nostri Iesu Christi mundum laetificare dignatus es: praesta, quaesumus, ut per eius Genetricem Virginem Mariam perpetuae capiamus gaudia vitae. Per eundem Christum, Dominum nostrum. Amen. | Freu dich und frohlocke, Jungfrau Maria, Halleluja, denn der Herr ist wahrhaft auferstanden, Halleluja. Lasset uns beten. Allmächtiger Gott, durch die Auferstehung deines Sohnes, unseres Herrn Jesus Christus, hast du die Welt mit Jubel erfüllt. Lass uns durch seine jungfräuliche Mutter Maria zur unvergänglichen Osterfreude gelangen. Darum bitten wir durch Christus, unsern Herrn. Amen. |

### Bearbeitungen der Antiphon
Erste Übersetzungen der lateinischen Osterantiphon ins Deutsche sind seit dem 15. Jahrhundert belegt. Im Stammteil des Gotteslobs ist unter Nummer 525 (GLalt 576) eine aus Konstanz stammende Liedparaphrase („Freu dich, du Himmelskönigin“) aus dem 16. Jahrhundert abgedruckt. Jede Strophe – insgesamt sind es vier – greift einen der vier Sätze der Antiphon auf. Im Eigenteil der Diözesen Rottenburg-Stuttgart und Freiburg findet man unter Nummer 888 (GLalt 894) eine freie Übertragung von Christoph von Schmid („O Mutter Jesu, freue dich“).

### Vertonungen
Das Regina caeli wurde (meist in der Schreibweise Regina coeli) von verschiedenen Komponisten in Musik gesetzt, insgesamt war es jedoch nicht so beliebt für Vertonungen wie das Salve Regina oder das Ave Maria. Aus der Zeit der Vokalpolyphonie stechen eine kunstvolle zweiteilige Motette Regina coeli für vier Stimmen von Josquin Desprez hervor, sowie eine achtstimmige von Francisco Guerrero und einige vier- oder achtstimmige Motetten von Palestrina. Der letztere hinterließ auch zwei Messen über das Regina coeli, eine für vier und eine für fünf Stimmen. Bekannt sind auch eine Motette von Lully aus dem Jahr 1684, drei Fassungen des jungen Mozart (KV 108, 127 und 276), sowie Brahms’ Op. 37, Nummer 3.

## Edition
- Corpus antiphonalium officii, ed. René-Jean Hesbert, Rom 1963–1979, Nr. 4597